# 米廷豪斯希爾 (特拉華州)
米廷豪斯希爾（英語：Meeting House Hill）是位於美國特拉華州紐卡斯爾縣的一個非建制地區。該地的面積和人口皆未知。

## 地理
米廷豪斯希爾的座標為39°47′30″N 75°41′32″W / 39.79167°N 75.69222°W，而該地的平均海拔高度為102米（即335英尺）。